# Narasimha Maheta
Pour les articles homonymes, voir Narasimha (homonymie).
Narasimha Maheta (IAST : Narasiṃha Mahetā ou Mehetā), aussi appelé Narasinh, Narsinh ou Narsi Mehta (1414 - 1481) , fut un poète et saint vishnouite du Gujarat en Inde. Il existe de nombreux récits hagiographiques sur sa vie, mais il y a peu de certitudes. On sait qu'il était de la caste des brahmanes nāgara. Il aurait vécu à Junagadh. Il fut plein de dévotion (bhakti) pour Krishna et écrivit plusieurs milliers de poèmes à chanter (pāda). L'un d'entre eux, Vaishnava Jana To, était très apprécié du Mahatma Gandhi dont la langue maternelle était le gujarati,. Le poème a été repris par de nombreux chanteurs sous forme de bhajan (chant dévotionnel).
Certains considèrent que Narasimha Maheta fut le précurseur du vallabhisme au Gujarat.